# Martin Modschiedler

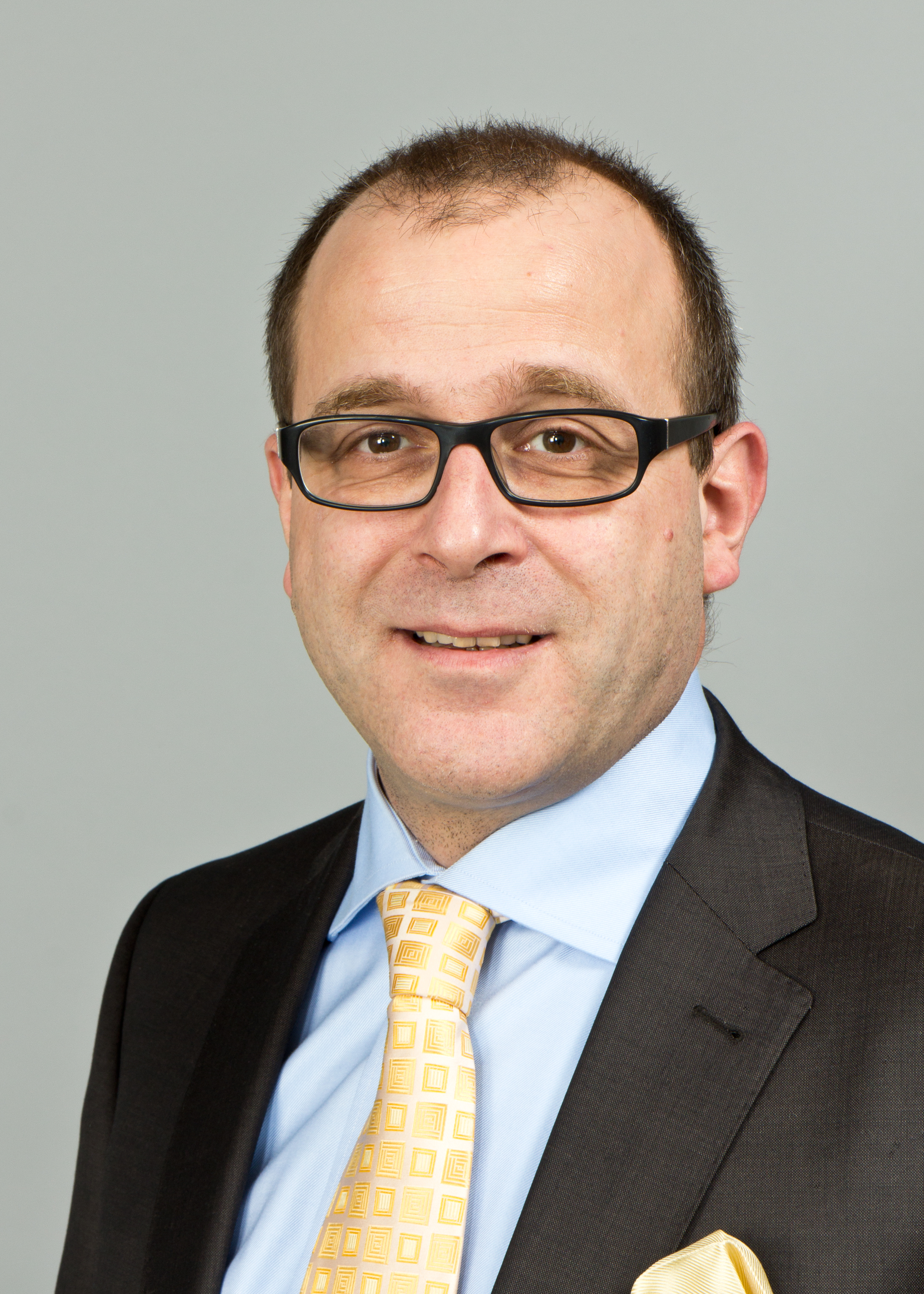
Martin Modschiedler, 2013

Martin Modschiedler (* 9. Juli 1967 in Frankfurt am Main) ist ein deutscher Politiker (CDU). Seit 2009 ist er Abgeordneter im Sächsischen Landtag.

## Leben
Modschiedler besuchte von 1978 bis 1987 das Heinrich-von-Gagern-Gymnasium, wo er sein Abitur ablegte. Anschließend studierte er bis 1993 in Bonn und Mainz Rechtswissenschaften. Nach dem Ersten Staatsexamen absolvierte er bis 1995 ein Referendariat in Berlin und Dresden, das er mit dem Zweiten Staatsexamen beendete. Im Jahr 1996 erhielt er seine Zulassung zur Rechtsanwaltschaft in Dresden und ist seitdem in der sächsischen Landeshauptstadt als selbständiger Rechtsanwalt tätig. Im Oktober 1997 gründete er die Kanzlei Modschiedler & Möller, seit 2003 Sozietät Modschiedler Rechtsanwälte in Dresden.
Er lebt in Dresden, ist verheiratet, evangelisch-lutherischer Konfession und hat zwei Kinder.

## Politik
Modschiedler trat 1985 in die CDU und die Junge Union ein. Er ist beratendes Mitglied im Dresdner Kreisvorstand und Vorsitzender des Ortsverbandes Blasewitz / Striesen. Von 2004 bis 2009 war er Stadtrat von Dresden. Bei der Landtagswahl im August 2009 zog er im Wahlkreis Dresden 2 als direkt gewählter Abgeordneter in den Sächsischen Landtag ein. Dort war er bis 2014 Vorsitzender im Verfassungs-, Rechts- und Europaausschuss. Außerdem war er Mitglied im Petitionsausschuss und im Ausschuss für Geschäftsordnung und Immunitätsangelegenheiten. Zudem war er Mitglied des sächsischen NSU-Untersuchungsausschusses „Neonazistische Terrornetzwerke in Sachsen“.
Bei der Landtagswahl 2014 wurde Modschiedler als direkt gewählter Abgeordneter für den Wahlkreis 44 (Dresden 4) bestätigt. Er erhielt 12.659  Stimmen, das entspricht 35,4 % der abgegebenen Stimmen. Am 27. November 2014 wurde er von der sächsischen CDU-Landtagsfraktion zum Vorsitzenden des Arbeitskreises Verfassung und Recht gewählt. Als Rechtspolitischer Sprecher war er insbesondere für die Justizpolitik im Freistaat Sachsen zuständig. Von Dezember 2014 bis zur Landtagswahl 2019 war Modschiedler Mitglied in folgenden Ausschüssen des Sächsischen Landtags: Verfassungs- und Rechtsausschuss, Europaausschuss und Ausschuss für Geschäftsordnung und Immunitätsangelegenheiten.
Bei der Landtagswahl 2019 wurde Modschiedler als direkt gewählter Abgeordneter für seinen Wahlkreis erneut wiedergewählt. Diesmal erhielt er 13.650 Stimmen und somit 30,7 Prozent der Erststimmen im Wahlkreis. Er wurde als rechtspolitischer Sprecher von der CDU-Landtagsfraktion bestätigt und zum Vorsitzenden des Arbeitskreises Verfassung und Recht, Demokratie, Europa und Gleichstellung gewählt. Im dazugehörigen Fachausschuss des Sächsischen Landtags war er ebenfalls Mitglied und leitete außerdem als Vorsitzender den Wahlprüfungsausschuss. In der aktuellen Wahlperiode war er weiterhin im Ausschuss für Geschäftsordnung und Immunitätsangelegenheiten tätig und zusätzlich sowohl im Petitionsausschuss als auch im Bewertungsausschuss Mitglied.
Modschiedler wurde 2020 vom Sächsischen Landtag als dessen Vertreter in die Kuratorien des Hannah-Arendt-Instituts für Totalitarismusforschung und der Sächsischen Landeszentrale für politische Bildung entsendet. Seit 2021 ist Modschiedler Präsident der Europäischen Bewegung Sachsen e. V.
Bei der Landtagswahl 2024 wurde er über das Direktmandat im Wahlkreis Dresden 5 erneut in den Landtag gewählt.